# La morte è discesa a Hiroshima
La morte è discesa a Hiroshima (The Beginning or the End) è un film del 1947 diretto da Norman Taurog.
È un film di guerra a sfondo storico statunitense con Brian Donlevy, Robert Walker, Tom Drake, Beverly Tyler, Audrey Totter, Hume Cronyn, Hurd Hatfield, Joseph Calleia e Godfrey Tearle. Racconta la costruzione a Los Alamos e il lancio a Hiroshima della prima bomba atomica.

## Trama
Si tratta di un docudrama sullo sviluppo della prima bomba atomica. Narrato dalla prospettiva di un film recuperato da una capsula del tempo centinaia di anni nel futuro, la storia è raccontata in prima persona da Robert Oppenheimer e il Maggiore Generale Leslie Groves, partendo dall'obiettivo dichiarato dei nazisti di sviluppare una bomba atomica. Sono quindi presentate le tappe fondamentali della costruzione della bomba: la riuscita della prima reazione nucleare a catena da parte di Enrico Fermi; la costruzione del grande complesso a Oak Ridge in Tennessee; la produzione della prima fornitura di plutonio; i test nel deserto del Nevada; infine il lancio della prima bomba atomica su Hiroshima.

## Produzione
Il film, diretto da Norman Taurog su una sceneggiatura di Frank Wead e un soggetto di Robert Considine, fu prodotto da Samuel Marx per la Metro-Goldwyn-Mayer e girato a Los Alamos, Nuovo Messico, e nei Metro-Goldwyn-Mayer Studios a Culver City, California, dal 29 aprile al 25 luglio 1946.

## Distribuzione
Il film fu distribuito con il titolo The Beginning or the End negli Stati Uniti dal 7 marzo 1947 al cinema dalla Metro-Goldwyn-Mayer.
Altre distribuzioni:
- in Svezia il 28 luglio 1947 (Början eller slutet?)
- in Finlandia il 10 dicembre 1948 (Alku vai loppu)
- in Francia il 15 dicembre 1948 (Au carrefour du siècle)
- in Portogallo l'8 febbraio 1949 (O Princípio ou o Fim)
- in Giappone il 5 settembre 1950
- in Brasile (O Fim ou o Princípio)
- in Spagna (¿Principio o fin?)
- in Grecia (I arhi tou telous)
- in Italia (La morte è discesa a Hiroshima)